# Antonio Russel Raposo de Almeida
Antonio Russel Raposo de Almeida, em algumas fontes grafado Antônio Russell Raposo de Almeida (Santos-SP  - Rio de Janeiro, RJ, 18 de junho de 1986), foi um engenheiro brasileiro. No Rio de Janeiro projetou os túneis Rebouças e Martin Sá. Participou da fundação da Associação Brasileira de Normas Técnicas.
Foi casado com Guiomar Campos Raposo De Almeida.
Foi um dos sócios fundadores da Amasco - Associação dos Moradores e Amigos de São Conrado .